# Álvar Gómez de Ciudad Real
Álvar Gómez de Ciudad Real, el Joven (Guadalajara, 1488 - íd., 14 de julio de 1538), tercer señor de Pioz, fue un poeta en latín del Renacimiento español.

## Biografía
Hijo de Pedro Gómez, segundo señor de Pioz (Guadalajara), y de Catalina Arias, fue nieto del conocido secretario y contador de Juan II y de Enrique IV del mismo nombre (Álvar Gómez de Ciudad Real el Viejo). Sucedió a su padre en el señorío y fue gentilhombre de los Reyes Católicos. Estuvo al servicio del III.er Duque del Infantado y luchó en las guerras de Nápoles (1504) y Florencia (1512), así como en la batalla de Pavía (1525) junto a los Mendoza, donde fue herido, y en otras batallas en Italia, distinguiéndose además como intelectual de ideas erasmistas. En efecto, acompañó a Carlos V en su viaje a los Países Bajos entre 1520 y 1522. También estuvo presente en la coronación del Emperador en Bolonia (1530) en el séquito del Duque del Infantado, con cuya hija ilegítima doña Brianda de Mendoza se había casado en 1514.
Fue un excelente escritor, alabado por sus contemporáneos como Lucio Marineo Sículo:
«Entre los nobles y cavalleros señalados en letras Álvaro Gómez poeta singular con razón debe ser contado. Al qual, demás de las obras que a scripto, conocimos en su Musa Paulina muy grande ingenio y mayor erudición. En la qual Musa, muy ingeniosa assi en la facultad del verso como en la elegancia del estilo, a mi ver igualó a los poetas antiguos» (L. Marineo Sículo, "Claros varones de España", en: Cosas memorables de España, Alcalá, 1530, folio 249).
Pero su  dedicación a las armas y a las letras le reportó al cabo ser un pésimo administrador, obligando con ello a sus descendientes a poseer únicamente Pioz y Atanzón. Dicha propiedad cesaría hacia el año 1619 por morir sin sucesores.

## Obras
Destacó como poeta latino, hasta el punto de que Antonio de Nebrija lo llamó "Virgilio cristiano" como si fuese un nuevo Juvenco. En efecto, su obra entra de lleno en la llamada épica religiosa, en la línea de aquellos versificadores de las Sagradas Escrituras como el citado Juvenco, Sedulio, Draconcio o Arator durante los primeros siglos del Cristianismo.
En su Talichristia narró en veinticinco libros y más de dieciséis mil hexámetros el misterio de la Redención, inspirándose quizá en poemas parecidos del Renacimiento como el De partu Virginis de Jacopo Sannazaro; se publicó en Alcalá de Henares en 1522 con una dedicatoria al Papa Adriano VI.
No menos imponente es su Musa Paulina, una versificación del epistolario de San Pablo en dísticos elegíacos, dedicada a otro Papa, Clemente VII (Alcalá, 1529). En ella es patente la huella de Ovidio. También en verso latino publicó los De Solomonis proverbiis (Basilea, 1538) y los Septem Psalmi Penitentiales.
Carácter no religioso tiene su epopeya acerca del Toisón de Oro De militia principis Burgundi, quam Velleris Aurei vocant, ("La Orden de caballeros del príncipe de Borgoña que llaman del Toisón de Oro") dedicada a Carlos V, compuesta alrededor de 1519 y publicada póstumamente (Toledo, 1540), que mereció el elogio de Erasmo en un poema prologal que le compuso. El propósito de esta obra es glorificar a la Orden del Toisón de Oro y a su nuevo soberano, a su vez nuevo rey de España, Carlos I. El poeta vincula el nacimiento de la Orden a la historia del vellocino del héroe bíblico Gedeón, prefiriendo, como buen erasmista, esta justificación cristiana a la interpretación alegórica que remontaba su orígenes al mito de Jasón y el vellocino de oro, tan del gusto del fundador de la Caballería, el duque de Borgoña Felipe el Bueno. El elogio del nuevo monarca hispano recoge las proclamas del mesianismo imperial que dominaron la primera parte de su reinado. El poema fue publicado a expensas del hijo del ya fallecido poeta y alcanzó una reedición sólo un año después en Alcalá de Henares. En ambas ediciones se añaden unas aclaraciones en prosa o escolios que redactó el maestro toledano y amigo del poeta Alejo Venegas de Busto, notas interesantísimas por la cantidad de datos históricos, geográficos y literarios que ofrecen. El bachiller Juan Bravo hizo una traducción del poema al español en 1546. Álvar Gómez de Ciudad Real tradujo asimismo en verso el Triunfo de Amor de Francesco Petrarca.
Más desconocido es que destacó también como poeta en castellano . Su hijo publicó la Theológica descripción de los misterios sagrados, partida en doze cantares, dedicada al Cardenal Tavera, impresa en Toledo en 1541. Y, más tardíamente, en la antología de Esteban de Villalobos Primera parte del Tesoro de Divina Poesía (1604), aparecieron sus Sátiras morales en arte mayor y redondillas. Se deben considerar perdidas del arriacense: De prostigatione bestiarum adversus haeresiarchas, De conceptione Virginis y De las tres Marías.